# Jörg Gail
Jörg Gail, auch Georg Gail genannt (* zwischen 1520 und 1528; † 3. August 1584 in Augsburg), war ein Augsburger Schulmeister und Notar. Bekannt geworden ist er als Verfasser des Raißbüchlin, eines im Jahr 1563 gedruckten Itinerars. Es gilt als das älteste deutsche Routenhandbuch in gedruckter Form und als das „routenreichste Werk der frühen europäischen Reiseliteratur“.

## Leben

Titelseite des Raißbüchlins

Jörg Gail entstammte einer weit verzweigten schwäbischen Familie, deren Angehörige unter anderem in Laugna, Thierhaupten, Niederroth und Kempten wohnhaft waren. Sein Vater Hans Geil stand ab 1538 als Söldner im Dienst der Stadt Augsburg. Er starb Ende 1568. Das geht aus dem sogenannten Steuerbuch dieses Jahres hervor, das im Augsburger Stadtarchiv verwahrt wird und in dem die letzte Soldauszahlung (15. Dezember 1568) verzeichnet ist. Über Gails Mutter ist nichts bekannt. Auch sein genaues Geburtsdatum konnte bislang nicht ermittelt werden. Der Gail-Biograph Friedrich Blendinger gibt aufgrund verschiedener Faktoren den Zeitraum zwischen 1520 und 1528 an und vermutet, dass er „wohl als Soldatenkind“ geboren worden und bereits in jungen Jahren im „Tross des väterlichen Landknechtshaufens weit umhergekommen“ sei. Letzteres würde zu einer Bemerkung Jörg Geils passen, die in der Vorrede seines Raißbüchlins zu finden ist. Dort heißt es an die Adresse des „gunstigen lieben lesers“: „Dieweil ich (vileicht auß Gottes verhengknuss.) meine täg und zeit zum thail / und sonderlich Sechs jar her in frembden Landen verzört[verzört = verzehrt] / un einen / zimlichen weg in Teütsch / Welschland und Franckreich durchzogen / hab ich mir solcher raisen ein memmorial behalten […].“
In den Steuerlisten der Stadt Augsburg erscheint Jörg Gail erstmals im Jahr 1550. Vorangegangen war seine Hochzeit mit der vermögenden Witwe Ursula Bitzelhofer. Sie war in erster Ehe mit dem Augsburger Rechenmeister Georg Dietel verheiratet. Dieser Verbindung entstammten fünf Töchter, die sie in die neue Ehe mit einbrachte. Ihr gehörte ein Haus, das sich an der St. Katharinen-Gasse in unmittelbarer Nähe zu den Fugger-Häusern befand. Hier betätigte Jörg Gail nach seinem Einzug neben einem Notariat und einem Schreibbüro auch eine Privatschule. Sie muss für Augsburg eine gewisse Bedeutung erlangt haben, denn als am 12. September 1552 die Freie Reichsstadt nach dem Fürstenaufstand durch kaiserliche Truppen besetzt wurde, befreite man sowohl Jörg Gail als auch eine gewisse „Schulhalterin“ Afra Wild von der Verpflichtung, Räumlichkeiten ihrer Häuser für die Einquartierung von Landsknechten zur Verfügung zu stellen; der Unterrichtsbetrieb sollte ungestört weitergehen.
Zwischen Jörg und Ursula Gail kam es in den letzten Jahren ihrer Ehe zu schweren Auseinandersetzungen, in deren Zusammenhang sogar der Rat der Stadt Augsburg wiederholt angerufen wurde. 1562 verklagte Jörg Gail seine Ehefrau, weil sie ihm den Beischlaf verweigere. Der Rat verwies die beiden an das Gericht. Der Ehefrau wurde auferlegt, sich der Erfüllung der ehelichen Pflichten nicht zu widersetzen oder aber die Einleitung eines Scheidungsprozesses beim kirchlichen Consistorium zu beantragen. Der Ratsbeschluss scheint ohne Wirkung geblieben zu sein, denn etwa acht Wochen später wurde er nochmals bestätigt. Ende Mai 1564 klagte Jörg Gail abermals beim Rat gegen seine Ehefrau und wurde von dort wiederum an das Consistorium verwiesen. Ursula Gail scheint aber vor dem Vollzug einer förmlichen Scheidung gestorben zu sein. Es folgten Erbauseinandersetzungen mit den unmündigen Töchtern seiner Frau beziehungsweise mit deren Vormündern, dem Waffen- und Messerschmied Oswald Salzhuber sowie dem Barbier Jörg Prendle.
Noch vor dem Tod seiner ersten Ehefrau veröffentlichte Jörg Gail über den Augsburger Drucker Valentin Otmar sein Routenhandbuch Raißbüchlin. Im Vorfeld der Veröffentlichung hatte er sich nach Innsbruck begeben, um das Konzept seines Vorhabens beim kaiserlichen Hof vorzustellen. Ziel seiner Reise war es, für sein Buch ein kaiserliches Druckprivilegium und damit einen Urheber- und Verlegerrechtschutz zu erhalten. Dies Privilegium wurde ihm von Kaiser Ferdinand I. am 7. Mai 1563 auch erteilt und zwar für die Dauer von 10 Jahren. Danach durfte sein Werk in diesem Zeitraum „weder heimlich noch öffentlich nachgedruckt, vertrieben, umhergetragen oder verkauft werden“. Zuwiderhandlungen sollten mit „10 Mark lötigen Goldes“ bestraft werden, wovon die eine Hälfte des Betrages an die kaiserliche Kammer, die andere an Jörg Gail gezahlt werden sollten. Beschlagnahmte Nachdrucke – so das Privilegium – seien ebenfalls an Jörg Gail auszuhändigen, der dann nach Belieben mit ihnen handeln könne. Den kaiserlich garantierten Urheberschutz würdigte Gail dadurch, dass er auf der Titelseite seines Raißbüchlins ein Bildnis Ferdinands I. einfügte und außerdem seinem eigentlichen Itinerar eine Beschreibung der „fürneme weeg so die Rö[misch-]–Kay[serliche] May[estät] Anno [15]63 selb Personlich geraißt“ voranstellte.
Kurz nach seiner Rückkehr aus Innsbruck musste Jörg Gail feststellen, dass sein Itinerar Konkurrenz bekommen hatte. Sowohl der bekannte Augsburger Drucker Philipp Ulhart als auch ein gewisser Georg Mair hatten jeweils ein Routenhandbuch veröffentlicht und dafür ebenfalls ein kaiserliches Privilegium erhalten. Während das Ulhartsche Werk wohl verloren gegangen ist, blieb ein von Mair verfasstes Itinerar erhalten. Am 20. Juli 1563 wies der Rat der Stadt Augsburg die drei Konkurrenten an, ihre Reisebücher vorzulegen. Am 29. Juli entschied der Rat, dass es „bei eines jeden Privilegium bleiben“ solle, „denn die einzelnen Parteien würden wohl nicht gegen die Privilegien handeln und sich selbst vor Schaden und Nachteil zu schützen wissen.“
Am 26. August 1563 erhielt „der geweste Schulmeister“ Jörg Gail vom Augsburger Hochzeitsamt die Erlaubnis, eine zweite Ehe einzugehen. Gail heiratete die aus Sontheim stammende Margareta Mair. Die beiden Wirte Jacob Mair und Lorenz Schiesser leisteten für die „auswärtige“ Braut die von der Stadt Augsburg geforderte Bürgschaft. In der Folgezeit beantragte Gail, der inzwischen in das Stadtviertel Salta zum Windbrunnen verzogen war, wieder als Schulmeister tätig werden zu dürfen. Die zuständigen Behörden lehnten den mehrfach gestellten Antrag ebenso oft ab. Begründungen dafür sind nicht bekannt. Erst 1578 scheint es ihm genehmigt worden zu sein, die Stelle eines gestorbenen Lehrers übernehmen. Auch die Herausgabe seines Raißbüchlins brachte ihm offensichtlich nicht den gewünschten wirtschaftlichen Erfolg, was die Augsburger Steuerlisten belegen. Als er am 3. August 1584 starb, blieb er dem Augsburger Stadtsäckel den nicht geringen Betrag von 4 Gulden schuldig.

## DasRaißbüchlin

Zwei Seiten des Raißbüchlins: Route Wien–Hermannstadt

Der vollständige Titel des Gailschen Routenhandbuchs lautet: Ein neuwes nützliches Raißbüchlin der furnemesten Land vnnd Stett, durch mich, Jörg Gail, Burger zu Augspurg in truck verfertiget. Das Werk war über Jahrhunderte in Vergessenheit geraten und erst 1950 durch „systematische Titelforschung einerseits [und] archivalischen Zufall andererseits“ fast zeitgleich in zwei verschiedenen Bibliotheken wiederentdeckt worden.
Beim Raißbüchlin handelt es sich um ein kleinformatige Werk (Satzspiegelgröße: 8,0 × 5,5 cm; Außengröße: 11,5 × 8,0 cm). Es umfasst 272 Seiten und beschreibt 161 europäische Einzelrouten mit rund 2400 namentlich genannten Einzeletappen. Als Quellen seiner Wegbeschreibungen – so Jörg Gail im Vorwort seines Büchleins – dienten ihm neben dem bereits erwähnten Memmorial seiner eigenen Reisen auch die Fahrtenberichte „von guten Freünden und Erlichen leuten“, aus denen er „feine und lustige weg zusamen gesamlet“ habe. Krüger wies nach, dass Gail auch Itinerare und Atlanten anderer Autoren in sein Werk einarbeitete, darunter auch ein oberdeutsches Routenverzeichnis, das um 1520 von unbekannter Hand auf einem 6 cm breiten und 2 Meter langen Pergamentband zusammengestellt worden ist. Zu seiner Aufbewahrung diente ein verschließbares Metallröhrchen. Gails Raißbüchlin beeinflusste die Reiseliteratur nachweislich bis in die Mitte des 17. Jahrhunderts. So gehen zum Beispiel die Werke der Rothenburger Kartographen Georg Conrad Jung und dessen Vater Johann Georg maßgeblich auf Gails Routenhandbuch zurück. Auch bei dem Pariser Graveur und Kartenhersteller Jean Boisseau sind, was die Darstellung des flandrischen, hessischen und süddeutschen Raumes angeht, eine deutliche Abhängigkeit von Gail zu erkennen.
Der Zeichner und Formenschneider Hans Rogel bediente sich bei der Entwicklung seiner Augsburger Meilenscheibe des Büchleins von Gail.